# Österreichischer Landsmannschafter- und Turnerschafter-Convent
Der Österreichische Landsmannschafter- und Turnerschafter-Convent (ÖLTC) war ein Korporationsverband von farbentragenden und schlagenden Studentenverbindungen an österreichischen Hochschulen. Seit 1992 besteht er als Arbeitsgemeinschaft innerhalb des Coburger Conventes (CC) fort.

## Geschichte
Der ÖLTC wurde 1933 nach der nationalsozialistischen Machtergreifung in Deutschland von den österreichischen Landsmannschaften und Turnerschaften gegründet, die zuvor der Deutschen Landsmannschaft (DL) bzw. dem Vertreterconvent (VC) angehört hatten. Er nahm damit die nach dem Krieg auch in Deutschland vollzogene Vereinigung der Landsmannschafter und Turnerschafter in einem gemeinsamen Verband vorweg. Nach dem Anschluss Österreichs wurde der ÖLTC 1938 verboten.
Der Verband wurde am 2. Mai 1953 zunächst als Arbeitsgemeinschaft der Landsmannschaften und Turnerschaften Österreichs (ALTÖ) wiederhergestellt und nahm seinen alten Namen im folgenden Jahr wieder an. Er war eng mit dem 1951 gegründeten Coburger Convent (CC) der deutschen Landsmannschaften und Turnerschaften verbunden. Seit 1977 konnten seine Mitgliedsverbindungen assoziierte Mitglieder des CC sein.
Nach dem Beitritt seiner Mitgliedsbünde zum CC 1992 ging der ÖLTC in diesem auf; er besteht seitdem als Arbeitsgemeinschaft innerhalb des CC fort.
Alle Verbindungen des ÖLTC bekennen sich zur Pflichtmensur.

## Mitglieder
Folgende Korporationen gehören dem ÖLTC aktuell an:
- Akademische Grenzlandsmannschaft Cimbria zu Wien
- Akademische Landsmannschaft Kärnten zu Wien
- Akademische Landsmannschaft Viruna zu Graz
- Alte Prager Landsmannschaft Böhmerwald zu Linz
- Alte Prager Landsmannschaft Hercynia derzeit in Frankfurt
- Akademische Landsmannschaft der Salzburger zu Salzburg (zu Wien 1884)
- Akademische Landsmannschaft Tyrol zu Innsbruck